# Port lotniczy L’Esperance
Port lotniczy L'Esperance – port lotniczy zlokalizowany we francuskiej części wyspy Saint-Martin (Karaiby)

## Linie lotnicze i połączenia
| Linia lotnicza          | Kierunek                                                      |
| ----------------------- | ------------------------------------------------------------- |
| Air Antilles Express    | 1. Pointe-à-Pitre                                             |
| Air Caraïbes            | 1. Pointe-à-Pitre                                             |
| St Barth Commuter       | 1. Saint-Barthélemy Czartery: 1. Roseau                       |
| Trans Anguilla Airways  | Czartery: 1. / Anguilla                                       |
| West Indies Helicopters | Czartery: 1. Saint-Barthélemy 2. Pointe-à-Pitre 3. / Anguilla |